# 환희천
환희천(歡喜天)은 일본 불교의 진언종과 천태종에서 주로 숭배되는 천신으로 힌두교의 신 가네샤와 동일시된다.
환희천과 가네샤는 같은 기원과 특징을 공유하고 있지만, 이 둘 사이에는 몇 가지 두드러진 차이도 있다. 예를 들어, 불교의 비나야카는 (적어도 처음에는) 장애물의 창조자이자 불교 수행을 방해하는 마의 지도자로 부정적으로 묘사되었지만, 후대의 전승에서는 비나야카와 그들을 구분하려고 시도했는데, 이들은 관세음보살이나 비로자나불의 발현으로 간주되었다.
환희천은 일본에서 긍정적인 반응과 부정적인 반응을 동시에 보여준다. 한편으로, 그는 불가능한 소원을 포함하여, 그에게 요구되는 것은 무엇이든 반드시 들어주는 극도로 효과적인 신으로 대중적으로 존경받는다. 그는 또한 그들이 수태하는 순간부터 그와 업적인 관련을 맺고 있는 사람들을 감시하고, 그들의 보이지 않는 동반자 역할을 한다고 한다. 다른 한편으로, 그는 여전히 기저 열정과 욕망에 구속되어 있다고 생각되고, 그러므로 때때로 그를 기분 나쁘게 한 사람들을 빨리 처벌하는 다소 변덕스럽고 요구가 많은 신으로 간주되기도 한다.
이미지가 대중에게 눈에 띄게 표시되는 힌두교의 가네샤와는 달리, 환희천은 너무 신성해서 볼 수 없는 것으로 간주된다. 사원에 있는 신의 이미지는 보이지 않게 숨겨지고, 그를 중심으로 한 의식은 자격을 갖춘 승려에 의해 대중의 눈에 띄지 않고 수행된다. 불자들은 집에서 신의 도상학적 묘사를 숭배하는 것을 권장하지 않는다.
그는 때때로 가네샤와 같은 코끼리 머리의 남성 신으로 묘사되기도 하지만, 더 일반적으로 쌍신환희천(双身歓喜天)이라고 알려진 도상적인 묘사에서 포옹을 하고 있는 남녀 커플로 묘사된다.

## 같이 보기
- 부동명왕
- 변재천
- 대흑천
- 관세음보살
- 위타천
- 모닥

### 참고 문헌
- Buhnemann, Gudrun (2006). 〈Erotic forms of Ganeśa in Hindu and Buddhist Iconography〉.   Koskikallo, Petteri; Parpola, Asko. 《Papers of the World Sanskrit Conference held in Helsinki, Finland, 13 July, 2003》. Script and Image: Papers on Art and Epigraphy 11. Motilal Banarsidass Publishers. 19–20쪽. ISBN 81-208-2944-1.
- Chaudhuri, Saroj Kumar (2003). 《Hindu Gods and Goddesses in Japan》. Vedams eBooks (P) Ltd. ISBN 978-8-1793-6009-5.
- Faure, Bernard (2015b). 《Protectors and Predators: Gods of Medieval Japan, Volume 2》. University of Hawaii Press. ISBN 978-0-8248-5772-1.
- Faure, Bernard (2006). 〈The Elephant in the Room: The Cult of Secrecy in Japanese Tantrism〉.   Scheid, Bernhard; Teeuwen, Mark. 《The Culture of Secrecy in Japanese Religion》. Routledge. ISBN 978-0-415-54689-8.
- Frédéric, Louis (2002). 〈Kangi-ten〉. 《Japan Encyclopedia》. Harvard University Press.
- Hanan, Patrick, 편집. (2003). 《Treasures of the Yenching: the Seventy-fifth Anniversary Exhibit Catalogue of the Harvard-Yenching Library》. Harvard-Yenching Library, Harvard University. ISBN 978-9-6299-6102-2.
- Haneda, Shukai (2017). 《Anata no negai o kanaeru saikyō no shugoshin: Shōden-sama (あなたの願いを叶える 最強の守護神 聖天さま)》 (일본어). Daihōrinkaku. ISBN 978-4-8046-1394-9.
- Kanemoto, Takushi (2002). “真言宗における荒神の問題 (Shingon-shū ni okeru kōjin no mondai)” (PDF). 《現代密教 (Gendai Mikkyō)》 (일본어) (Chisan Denbō-in) 15: 81–92.
- Kitao, Ryūshin (2017년 10월 17일). “諸仏の種字・真言 ⑤ ≪天部≫ (Shobutsu no shuji / shingon, 5: Tenbu)” (PDF). 《『大法輪』2017年11月号 (Daihōrin - November 2017)》 (일본어) (Daihōrinkaku): 106–107.
- Krishan, Yuvraj (1999). 《Gaṇeśa: Unravelling An Enigma》. Delhi: Motilal Banarsidass Publishers. ISBN 81-208-1413-4.
- Miya, Tsugio (1976). “歓喜天霊験記私考 (Kangiten Reigenki shikō)” (PDF). 《The Journal of Art Studies》 (일본어) (National Research Institute for Cultural Properties, Tokyo) 305: 1–19.
- Numata Center for Buddhist Translation and Research, 편집. (2005). 《The Vairocanābhisaṃbodhi Sūtra》 (PDF). Numata Center for Buddhist Translation and Research.
- Sanford, James H. (1991). 〈Literary Aspects of Japan's Ganesha Cult〉.   Brown, Robert. 《Ganesh: Studies of an Asian God》. Albany: State University of New York. ISBN 0-7914-0657-1.
- Thapan, Anita Raina (1997). 《Understanding Gaṇapati: Insights into the Dynamics of a Cult》. New Delhi: Manohar Publishers. ISBN 81-7304-195-4.
- Yamamoto, Hiroko (2018). 《変成譜 中世神仏習合の世界 (Henjōfu: Chūsei shinbutsu shūgō no sekai)》. Kodansha. ISBN 978-4-0651-2461-1.